# Dicranoloma gracile
Dicranoloma gracile är en bladmossart som beskrevs av Brotherus och Edwin Bunting Bartram 1933. Dicranoloma gracile ingår i släktet Dicranoloma och familjen Dicranaceae. Inga underarter finns listade i Catalogue of Life.